# لوئیس ۴۷۹۶
سیارک ۴۷۹۶ (به انگلیسی: 4796 Lewis، نامگذاری:1989LU) چهار هزار و هفتصد و نود و ششمین سیارک کشف شده‌است که در ۳ ژوئن ۱۹۸۹ کشف شد.
قدر مطلق سیارک برابر ۱۳٫۲۰ است.